# Krivátsy Szűts Miklós
Krivátsy Szűts Miklós (Kassa, 1898. január 13. – Budapest, 1982. szeptember 21.) szobrász, festő.

## Életútja
Tanulmányait a budapesti Képzőművészeti Főiskolán végezte, mestere Fényes Adolf volt. Ezután a Szolnoki Művésztelepen élt és alkotott. 1924 és 1940 között a Városmajori Művésztelepen magán festőiskolát működtetett. 1940 és 1944 között a „Műbarát” kiállításait szervezte. 1942-ben Szendy Károly polgármester a Lloyd-palota falán elhelyezendő Széchenyi-emléktábla terveinek elkészítésével bízta meg. Néhány képe megtalálható a Magyar Nemzeti Galériában.